# Christopher Turk
Christopher Duncan Turk, surnommé « Turk », est un personnage de la série américaine Scrubs. Au début de la série il entame son internat de médecine. Dans Scrubs il est le meilleur ami et colocataire de John Dorian. Il rencontre très rapidement Carla Espinosa qu'il épouse et avec laquelle il aura deux filles.

## Vie au Sacré-Cœur
Chris Turk arrive à l'hôpital du Sacré-Cœur le même jour que son meilleur ami, J.D.. Il intègre l'internat en chirurgie, dont on sait peu durant la première saison, où il apparaît comme le nouveau petit ami de l'infirmière Carla Espinosa.
Dans l'équipe de chirurgie, il officie sous les ordres du docteur Wen, qui lui préfère Bonnie Chang, considérée comme la meilleure chirurgienne, et Todd Quinlan, dit Le Todd, un obsédé sexuel stupide mais très talentueux. Il se retrouve ainsi à enchaîner les appendicectomies, ce qui le frustre énormément. Toutefois, il sera reconnu comme un bon chirurgien.
Il se retrouvera également, pendant sa troisième année, sous les ordres du Dr Miller, une femme chirurgien ravissante mais au fort caractère, qui ne laissera rien passer à Turk, que ce soit les marques de soutien ou les phrases sexistes. Elle ira jusqu'à le mettre volontairement en retard le jour de son mariage, pour avoir été décommandée, bien que la responsable soit Carla, qui n'a pas consulté son mari.
À la suite d'une bêtise faite avec J.D., il a la main droite dans le plâtre et se retrouve sous les ordres du docteur Cox, qui lui montre les défauts d'être chirurgien, à savoir certaines lacunes au niveau de la médecine.
Il finira par devenir chef de la chirurgie lors de la saison 8, avant de se reconvertir dans l'enseignement pendant la saison 9.
Il est un fan absolu du mannequin Tyra Banks,, qu'il a même en fond d'écran de son téléphone portable.

## Vie privée
Durant la série, il ne fréquente qu'une seule femme : Carla Espinosa, qui lui passe la plupart de ses caprices. Il la demande en mariage à la fin de la saison 2, et le season finale de la saison 3 montre la cérémonie. Leur fille, Isabella, naît au début de la saison 6. Dans la saison 8, on apprend que Carla attend un autre bébé, une fille née au moment de la saison 9 sans qu'on ne connaisse son prénom.
À côté de cela, il a une relation d'amitié quasi fusionnelle avec J.D., relation que les gens prennent régulièrement pour une romance homosexuelle, y compris Carla qui se sent parfois mise en danger par leur complicité (elle fait régulièrement le rêve qu'ils s'enfuient tous les deux). En effet, ils se connaissent depuis tout jeunes, ont toujours vécu ensemble depuis, et ont « adopté » un chien empaillé appelé Rowdy. Ils partagent une passion pour les jeux enfantins, les films de séries B et les séries télé.
Gros mangeur, il découvre qu'il souffre de diabète durant la saison 4, et doit donc restreindre ses envies de nourriture. Il subit également une ablation du testicule après une torsion causée par un coup de pied mal placé de sa fille.
Dans de multiples épisodes, on constate également que Turk a un goût prononcé pour la danse, discipline qu'il n'hésite pas à pratiquer, seul ou en compagnie de J.D., à la moindre occasion.